# Болето (Вербано-Кузио-Осола)
Болето је насеље у Италији у округу Вербано-Кузио-Осола, региону Пијемонт.
Према процени из 2011. у насељу је живело 123 становника. Насеље се налази на надморској висини од 685 м.